# Danny Phiri
Danny Phiri (né le 25 juillet 1989 à Bulawayo au Zimbabwe) est un joueur de football international zimbabwéen, qui évolue au poste de milieu de terrain.

## Biographie

### Carrière en club
Il joue deux matchs en Ligue des champions d'Afrique avec le club de Chicken Inn.

### Carrière en sélection
Il joue son premier match en équipe du Zimbabwe le 16 juillet 2012, en amical contre le Botswana (défaite 1-0).
Il participe ensuite au championnat d'Afrique des nations 2014 organisé en Afrique du Sud. Lors de cette compétition, il joue six matchs. Le Zimbabwe se classe quatrième de l'épreuve.
Il inscrit son premier but en équipe nationale le 1er juin 2014, contre la Tanzanie, lors des qualifications pour la Coupe d'Afrique des nations 2015 (match nul 2-2).
Il dispute ensuite la Coupe COSAFA en 2015 puis en 2016. Il marque son second but en équipe nationale le 18 octobre 2015, contre le Lesotho, lors des qualifications pour le championnat d'Afrique des nations 2016 (victoire 3-1).
En janvier 2017, il est retenu par le sélectionneur Callisto Pasuwa afin de participer à la Coupe d'Afrique des nations 2017 organisée au Gabon. Lors de cette compétition, il joue deux matchs, contre l'Algérie, et la Tunisie.

## Palmarès
Chicken Inn
- Championnat du Zimbabwe (1) :
  - Champion : 2015.